# منتخب الكاميرون لكرة القدم الشاطئية
منتخب الكاميرون لكرة القدم الشاطئية (بالفرنسية: Équipe du Cameroun de football de plage) ، هي منتخب وطني لكرة القدم في الكاميرون ، أسسها الاتحاد الكاميروني لكرة القدم.

## انجازاته
حقق الكاميرون اللقب لبطولة الكاف لكرة القدم الشاطئية عام 2006م ، وفي عام 2008م حقق الوصافة.

## وصلات خارجية
- World Cup Squad
- FIFA Profile
- BSWW Profile